# Viļāni
Pour les articles ayant des titres homophones, voir Villani et Villany.
Viļāni (en allemand : Welonen) est une ville de la région de Latgale en Lettonie. Elle est située principalement sur la rive droite de la rivière Malta. La ville a 3 468 habitants pour une superficie de 4,9 km2. C'est le centre administratif de Viļānu novads.
L'église catholique Saint-Michel-Archange de Viļāni construite dans le style baroque en 1772, appartient au diocèse de Rēzekne-Aglona.
La ville se situe sur la ligne du chemin de fer Krustpils—Rēzekne II qui relie Jēkabpils et Rēzekne. La gare ferroviaire de Viļāni a été construite dans les années 1930, elle est déclarée monument d'intérêt culturel locale le 29 octobre 1998.